# Kolë Logoreci
Kolë Logoreci, född den 22 april 1896 i Prizren i Kosovo, död den 10 juni 1964 i Tirana i Albanien, var en albansk politiker som under en tid var Albaniens finansminister.
Han var gift med skådespelerskan Marie Logoreci och hade ett barn med henne.